# 波士顿大学中央站
波士顿大学中央站（英語：Boston University Central station）是马萨诸塞湾交通局运营的绿线B支线车站。车站设置在联邦大道车道隔离带中，位于联邦大道和圣玛丽街路口。车站坐落在波士顿大学校园内，附近有波士顿大学校园广场、马什教堂、科伊特天文台、光子学中心、莫加纪念图书馆、机械学院、神学院、法学院和机器人实验室。
车站使用升高了的侧式站台，方便残障人士乘车。波士顿大学中央站是B支线上仅有的五座无障碍车站之一，其余车站为哈佛大道站、波士顿大学东站、华盛顿街站和波士顿学院站。

## 历史

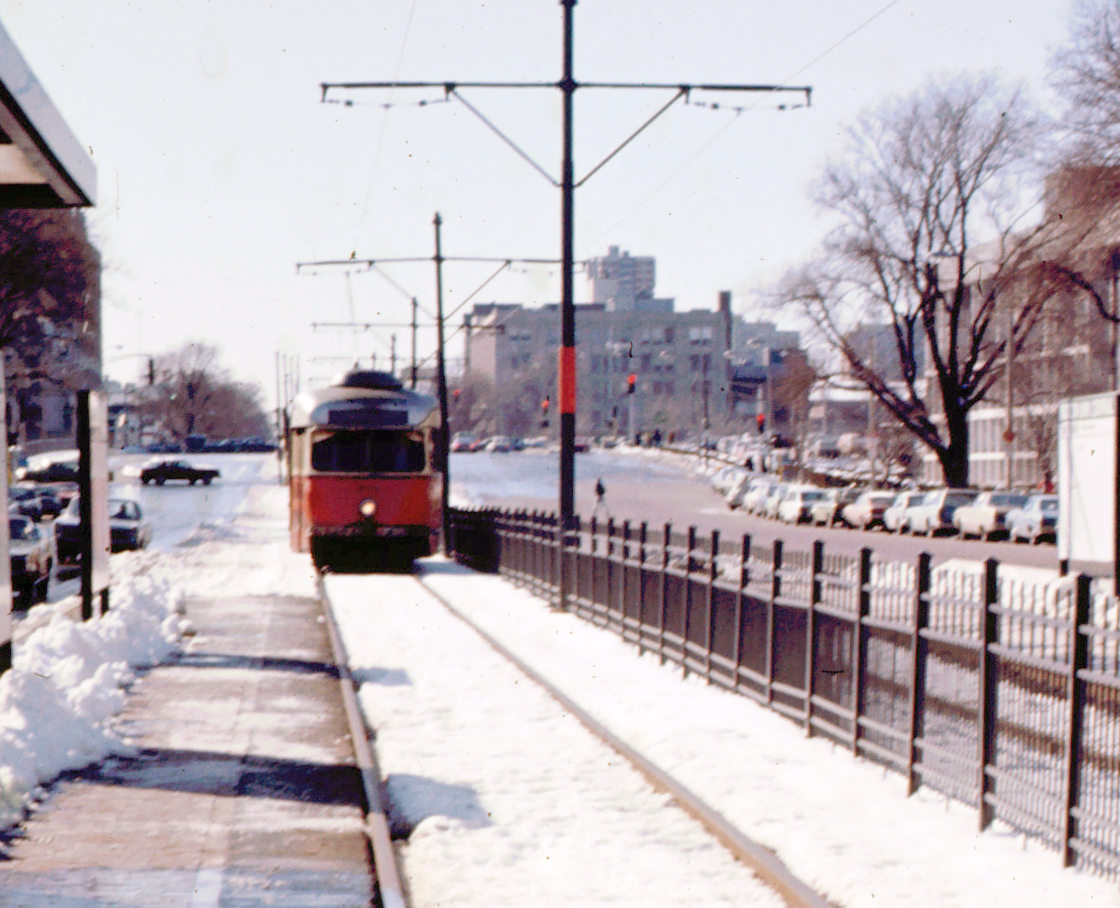
1977年停靠在车站的有轨电车

波士顿大学中央站在波士顿大学正中心，是B支线所有车展中，第三繁忙的车站。波士顿大学东站和中央站于2002年至2003年翻新，抬升候车站台，提供无障碍乘车环境。施工期间，列车停靠在旧站台上下客。工程开工于2002年3月18日，由于哈佛大道站和华盛顿街站工期延误，本站工期延误一周，预计6个月完工。 
为不影响正常轻轨服务，工程队仅在夜晚施工4小时。然而，由于恶劣气候和工作时间限制，工程交付日期从2002年12月延期至2003年3月。工程承包商于2003年初告知马萨诸塞湾交通局无法按期完成工作，于是交通局在2003年夏天更换承包商，然而由于种种原因，直到9月份工程仍然没有重新开工。车站最终于2003年11月18日完工并向市民开放。

## 车站结构
| G 街道/站台层 | 侧式站台，右侧开门 | 侧式站台，右侧开门            |
| G 街道/站台层 | 出城               | 往波士顿学院 （波士顿大学西） |
| G 街道/站台层 | 入城               | 往公园街 （波士顿大学东）     |
| G 街道/站台层 | 侧式站台，右侧开门 |                               |

## 公交车换乘
一共有四条公交线途径此车站：
- CT2（英语：List of MBTA bus routes）：沙利文广场站 - 肯德尔/麻省理工学院站 - 拉格尔斯站（英语：Ruggles station）
- 47（英语：List of MBTA bus routes）：中央广场站（英语：Central station (MBTA)） - 长木医学区 - 达德利广场站（英语：Dudley Square station） - 波士顿医疗中心（英语：Boston Medical Center） - 百老汇站（英语：Broadway station (MBTA)）
- 57（英语：List of MBTA bus routes）：水城车辆厂站（英语：Watertown Yard） - 牛顿角站（英语：Newton Corner (MBTA station)） - 布莱顿中心站 - 肯莫尔站
- 57A（英语：List of MBTA bus routes）：橡树广场站（英语：Oak Square station） - 联邦大道 - 肯莫尔站